# Aasulv Olsen Bryggesaa

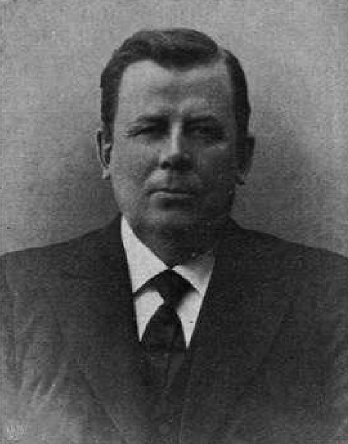
Aasulv Bryggesaa.

Aasulv Olsen Bryggesaa, född den 25 april 1856 i Hægebostad, död där den 3 april 1922, var en norsk politiker.
Bryggesaa var ursprungligen jordbrukare och tillhörde stortinget 1900–1915 och kom tidigt i förgrunden, i synnerhet genom sitt arbete i konstitutionskommittén, av vilken han var medlem under hela sin stortingstid, och dess ordförande 1908–1912. Politiskt var Bryggesaa venstreman, var medlem av specialkommittén och pläderade efter unionsupplösningen för republik. Genom sin ställning i konstitutionskommittén kom Bryggesaa att få stort inflytande över grundlagskodifieringen 1905–1913. Kvinnorösträttens successiva genomförande var parlamentariskt Bryggesaas verk. År 1913 var han vicepresident i Stortinget och 1913–1915 kyrko- och undervisningsminister i Gunnar Knudsens andra ministär. På grund av tilltagande ohälsa spelade Bryggesaa då inte den politiska roll man väntat, kort därefter drog han sig tillbaka från politiken. Bryggesaa var även en av den norska landsmålsrörelsens ivrigaste förkämpar.